# Georg Otho

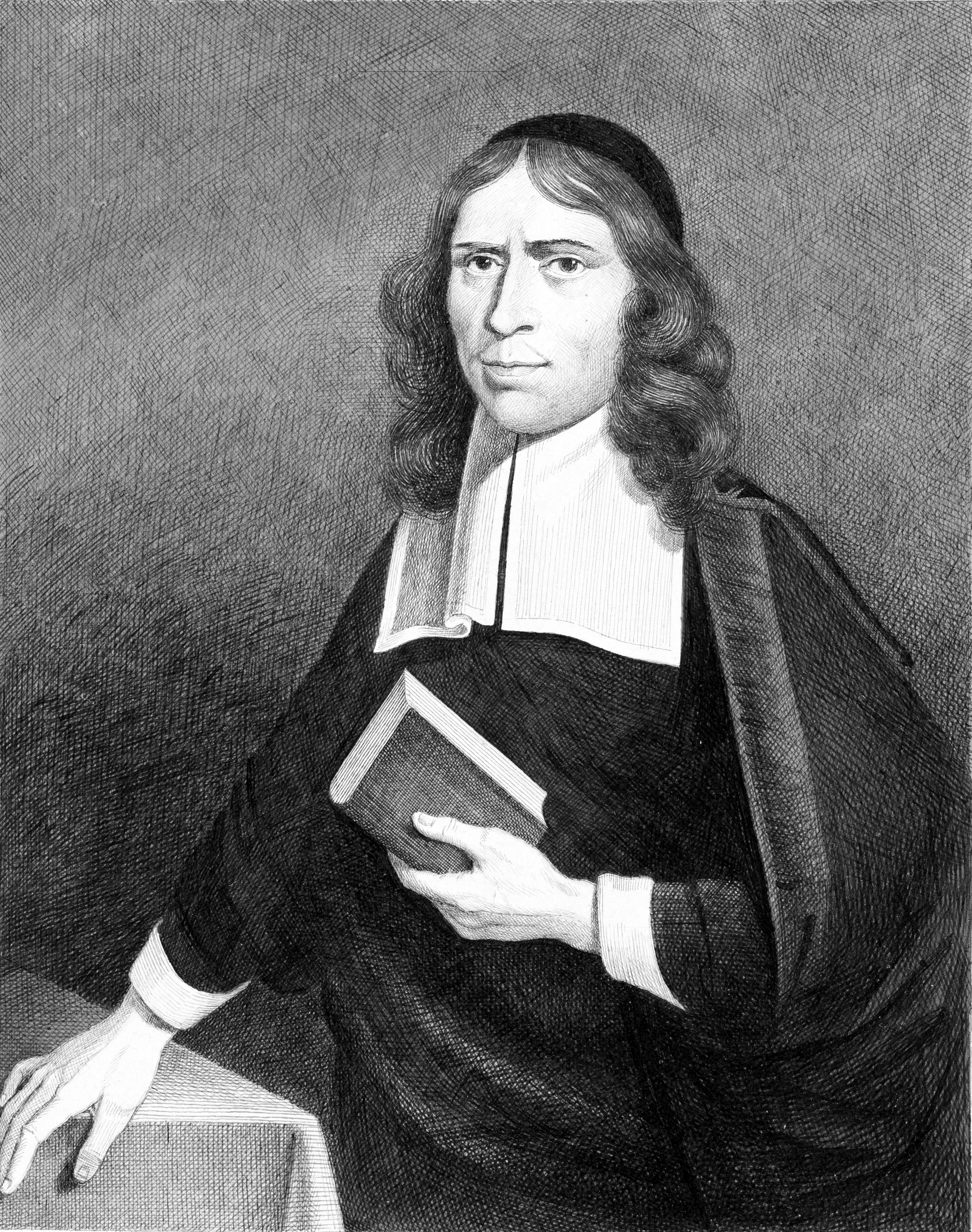
Porträt von 1879

Georg Otho (auch: Otto; * 25. Juli 1634 in Sattenhausen; † 28. Mai 1713 in Marburg) war ein deutscher Orientalist.

## Leben
Der Sohn des Landvermessers und Kirchenältesten Nikolaus Otho und dessen Frau Katherine Borchers, hatte seine erste Ausbildung am Pädagogium in Göttingen erhalten. Diese Ausbildung setzte er in Kassel fort, und frequentierte die Gymnasien in Bremen und in Groningen. 1654 bezog er die Universität Marburg, um sich einem Studium der philosophischen Wissenschaften zu widmen. Nach dessen Abschluss wurde er Konrektor in Detmold, 1665 Privatlehrer in Kassel und 1670 Rektor der Stadtschule in Hanau. 1676 kehrte er als Konrektor an das Pädagogium in Kassel zurück, bevor er 1679 als Professor der griechischen Sprache und der Dichtkunst sowie als Bibliothekar an die Universität Marburg berufen wurde. Später kam die Professur der orientalischen Sprachen dazu. Er hatte diese Ämter bis zu seinem Lebensende inne. Er war 1694 und 1706 Rektor der Universität.

## Familie
Otho war drei Mal verheiratet. Seine erste Ehe schloss er 1660 mit Christine Agnes Rinschaf aus Detmold. Aus dieser Ehe stammen zwei Söhne und vier Töchter, die jedoch alle vor dem Vater verstarben. Seine zweite Ehe ging er am 20. Oktober 1680 mit Helene († 25. Mai 1684), der Tochter des Kasseler Apothekers Georg Moshamer, ein. Aus dieser Ehe kennt man die Kinder Andreas Otho (wurde Mediziner, promovierte in Marburg 1706 zum Dr. med.), Elenore Marie Otho, Anna Elisabeth Otho (* um 1668; † 1751 in Marburg). Seine dritte Ehe schloss er 1693 mit Marthe, der Witwe des Johann Bauer in Ziegenhain.

## Werke (Auswahl)
- Vexatissimarum S. S. vocum Urim et Thummim verus sensus. Marburg 1680, 1695, 1696,
- Δειπνον Κυριακον, h. e. de sacra domini coena exeercitationes philol. Quinque. Marburg 1685
- Virga Aharonis polyglottos (Num. 17, 1–11). Marburg 1692
- Brevissimum universae accentuationis sacrae linguae Compendium. Marburg 1697
- Synopsis institutionum Samarit. Rabbin. Arabic. Aethiop. et Persicarum.  Frankfurt am Main 1701, 1717
- Palaestra linguarum orientalium (Gen. 1–4). Frankfurt  am Main 1702